# Kotsch (Adelsgeschlecht)

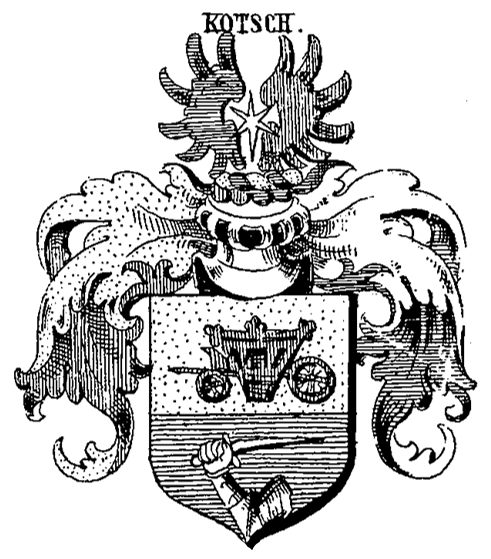
Wappen derer von Kotsch in Siebmachers Wappenbuch

Kotsch ist der Name eines sächsischen Briefadelsgeschlechts.

## Geschichte
Stammvater der Familie ist Christian Moritz Kotsch (urkundlich 1754; † 1787), Kurfürstlich sächsischer Oberauditeur beim Hauptzeughaus in Dresden. Während des Reichsvikariats nobilitierte Kurfürst Friedrich August III. von Sachsen am 1. Juni 1792 den kursächsischen Leutnant Christian Friedrich Moritz Kotsch, der mit Johanna Charlotte Heydenreuter verheiratet war.

## Persönlichkeiten
- Alfred von Kotsch (1863–1935), sächsischer Generalleutnant

## Wappen

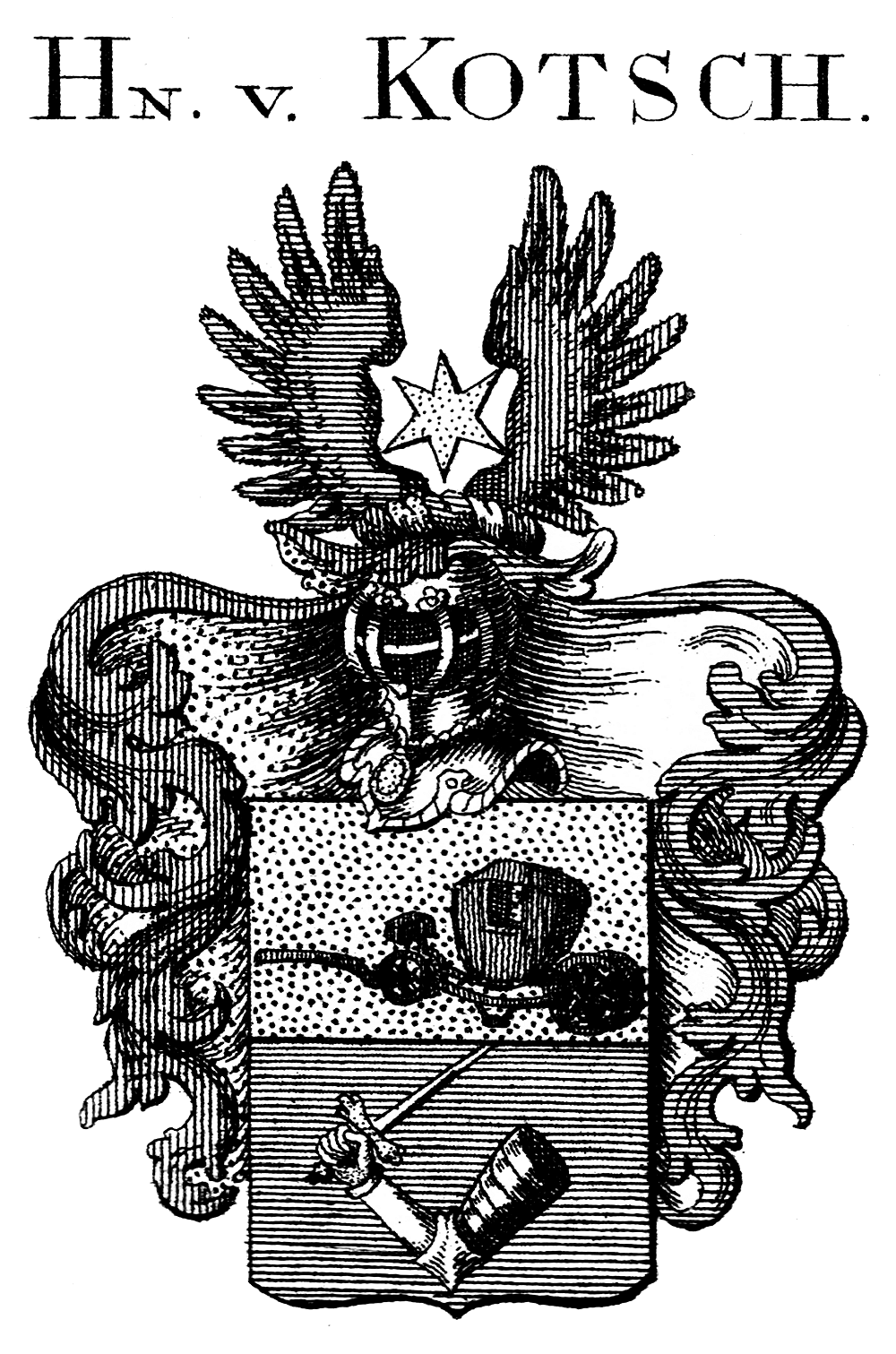
Wappen bei Tyroff

Blasonierung: Geteilt von Gold und Blau. Oben eine rote Kutsche, unten ein Schwertarm in silbernem Harnisch mit rotem Futter. Auf dem blau-golden bewulsteten Helm mit rechts rot-goldenen und links blau-silbernen Helmdecken ein sechsstrahliger goldener Stern zwischen einem rechts blauen und links roten offenen Flug.